# Manuel de Lima
Manuel de Lima y Sola (Curazao, Antillas Neerlandesas, 5 de mayo de 1818-San Felipe, Chile, 11 de julio de 1908) fue un químico y ensayista neerlandés de origen judeo-hispanoportugués, considerado el fundador de la masonería en Chile.

## Biografía
Vivió con su familia en Caracas, Venezuela, país en donde se unió a la Logia «Unión», con 24 años. Luego de un paso por Alemania, se radicó en Chile, país al que llegó en 1845, llegando inicialmente a la ciudad de Valparaíso. En la ciudad porteña, de Lima ejerció como socio y representante de la empresa de importaciones Rosenberg Hnos., de Lima y Cía. 
Por otra parte, Manuel de Lima participó del Club Alemán, además de ser socio fundador del Cuerpo de Bomberos en 1851, integrando la Segunda Compañía «La Germania».
En 1850, Manuel de Lima hizo ingreso a la Logia «L'Etoile du Pacifique», creada por la comunidad francesa en 1850. Posteriormente, solicitó la autorización para fundar la primera Logia en idioma español de Chile, la Logia «Unión Fraternal», iniciada el 27 de julio de 1853, y de la cual fue su primer presidente. Dicha logia dio origen, junto a otras agrupaciones masónicas del país, a la Gran Logia de Chile, fundada el 24 de mayo de 1862, y donde fue elegido Segundo Gran Celador. En ese rol participó en el estudio y redacción de la primera Constitución de la Gran Logia, promulgada el 16 de diciembre de ese mismo año.